# 2000 en philosophie
Chronologie de la philosophie
- 1996
- 1997
- 1998
- 1999
- 2000
- 2001
- 2002
- 2003
- 2004

L’année 2000 a été marquée, en philosophie, par les événements suivants :

## Publications
- Johan Degenaar : Multiculturalism. How can the human world live its difference? In W.E. Vugt; G.D. Cloete (eds.): Race et reconciliation en Afrique du Sud. Lanham: Lexington Books.
- Le Siècle de Sartre, de Bernard-Henri Lévy.
- Théorie du corps amoureux : pour une érotique solaire, de Michel Onfray.

### Rééditions
- Edizioni critiche delle opere filosofiche, scientifiche e teatrali. Edizione nazionale delle opere di Giovan Battista Della Porta.  T. 3 : De aeris transmutationibus, 2000. T. 4 : Claudii Ptolomaei Magnae Constructioninis, 2000.
- Thomas Hobbes : Léviathan (1651, en anglais), édition de C.B. Macpherson, Pelican Classics, Penguin Books, 1968, 1981.
  - Thomas Hobbes (trad. Gérard Mairet), Léviathan ou Matière, forme et puissance de l'État chrétien et civil, Paris, Gallimard, coll. « Folio essais », 2000, 1024 p. (ISBN 978-2-07-075225-6, présentation en ligne).